# ハース投影式

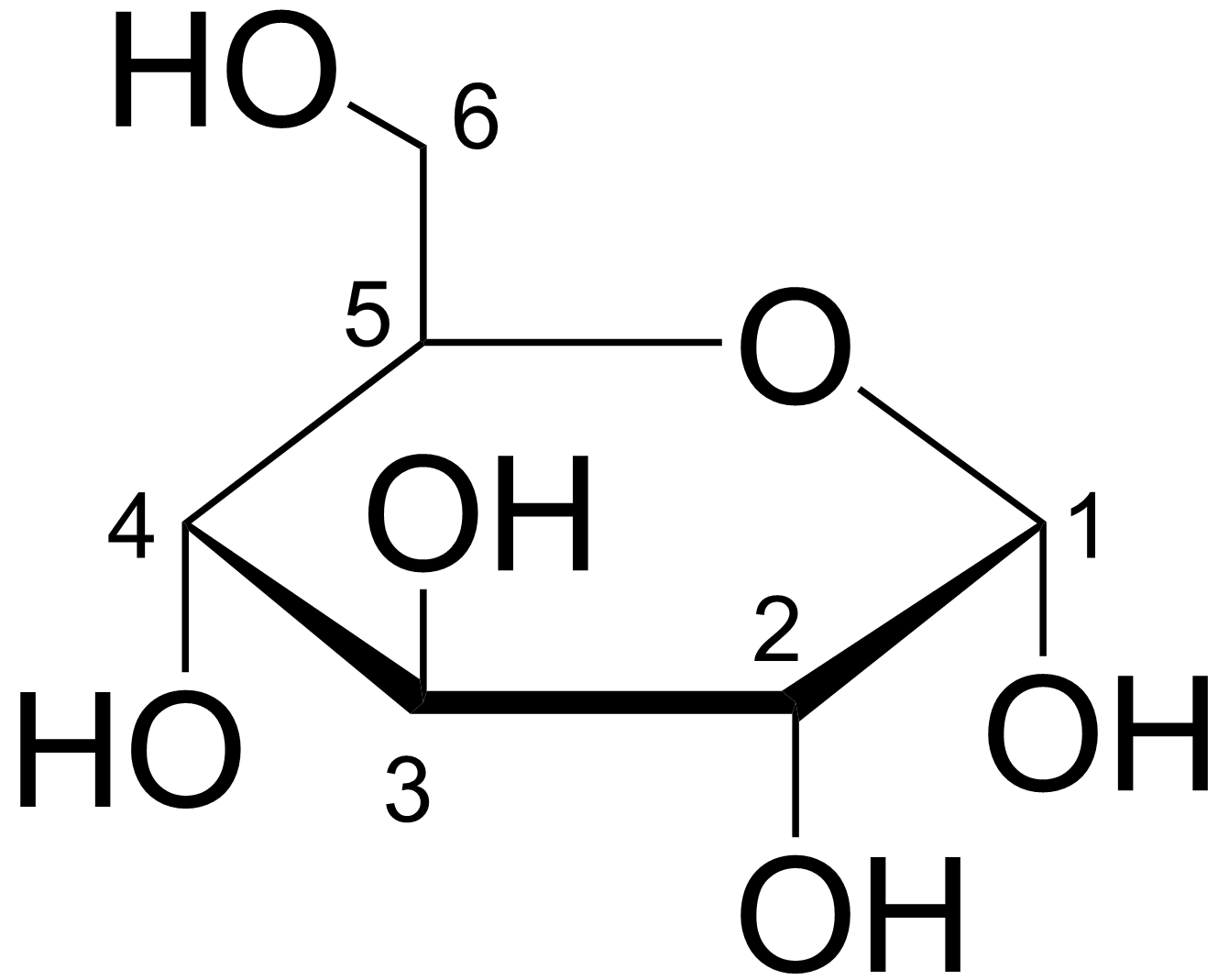
α-D-グルコピラノースの構造のハース投影式

α-D-グルコピラノース。左下がフィッシャー投影式、右下がハース投影式

ハース投影式（ハースとうえいしき、英: Haworth projection）は環状構造を持つ糖類の立体配置を表現する際に使用される構造式である。
1929年にウォルター・ハースによって糖類の立体配置の表現法として提案された。五炭糖、六炭糖の多くは環状ヘミアセタール構造をとっており、ハース投影式ではこれらの環を上下につぶれた五角形または六角形で表す。そして一番右側の原子を1位の炭素として時計回りに2位、3位・・・となるようにする。そしてこの環におおよそ平行となる平面を考えて、この平面に対して上方向に出ている結合は環から上向きに、下方向に出ている結合は環から下向きに出ているように描く。
フィッシャー投影式とハース投影式は相互に容易に変換することができる。まず、フィッシャー投影式を1位の炭素が一番上に来るようにし、環状の原子が上下にならぶような形に修正する。この時フィッシャー投影式で右側に出ている置換基はハース投影式では下側に、左側に出ている置換基は上側になる。
環状の炭素同士が結合してできた二糖以上の糖類についても、その糖類を構成するそれぞれの単糖のハース投影式をつなぎ合わせることで表現することができる。